# PTScientists
PTScientists, ex Part-Time Scientists (il nome dell'azienda ufficiale è: PTScientists GmbH), è un gruppo di scienziati e ingegneri con sede in Germania e primo gruppo tedesco ad entrare ufficialmente nella competizione Google Lunar X Prize il 24 giugno 2009, finita nel 2018 senza vincitori.
Il loro obiettivo rimane atterrare sulla Luna, il lancio potrebbe avvenire nel 2025.